# Cupido sibylla
Cupido sibylla är en fjärilsart som beskrevs av Kirby 1871/77. Cupido sibylla ingår i släktet Cupido och familjen juvelvingar. Inga underarter finns listade i Catalogue of Life.